# Kameralamt Crailsheim
Das Kameralamt Crailsheim war eine Einrichtung des Königreichs Württemberg, die im Amtsbezirk Besitz und Einkommen des Staates verwaltete. Es bestand von 1810 bis 1922 in Crailsheim. Das Kameralamt wurde im Rahmen der Neuordnung der Staatsfinanzverwaltung im Königreich Württemberg geschaffen.

## Geschichte
Gemäß Dekret vom 11. Juni 1819 wurde vom Kameralamt Crailsheim abgetreten an das Kameralamt Ellwangen:
- aus der Schultheisserei Jagstzell: Blind- oder Eulenmühle, Buchmühle, Neumühle, Rothof, Ropfershof
- aus der Schultheisserei Rosenberg: Bezenhof und Bezenmühle (Oberamt Ellwangen)
- übernommen vom Kameralamt Rot am See (Gemeinde Jagstzell) Schultheisserei Gröningen: Bölgental, Gaismühle, Heinzenmühle und Triftshausen (Oberamt Crailsheim)
- übernommen vom Kameralamt Vellberg aus der Schultheisserei Gründelhardt: Bonolzhof, Markertshofen mit Mettelmühle, Neuberg, Spaichbühl, Steinehaig, Waldbuch (Oberamt Crailsheim)

Ferner wurden gleichzeitig die Forst- und Jagdgefälle der Reviere Hohenberg, Roßfeld, Mariäkappel und Weipertshofen des Forstamts Crailsheim übernommen.
Gemäß Verfügung des Finanzministeriums vom 20. März 1838 wurden die Bezirke des Oberamts und des Kameralamts Crailsheim in Übereinstimmung gebracht und hierzu vom Kameralamt Crailsheim an das Kameralamt Ellwangen die Parzellen Mehlhof, Scheubenhof, Schimmelhof der Gemeinde Rosenberg sowie die Parzelle Spielegert der Gemeinde Jagstzell abgetreten.